# Pons Sublicius
De Pons Sublicius was een brug over de Tiber in het Oude Rome. De naam komt van het Latijnse sublica, dat pijler betekent.

## Geschiedenis
Het was de oudste en beroemdste brug van de stad. Volgens de overlevering werd de brug gebouwd door koning Ancus Martius, die tussen 641 en 616 v.Chr. regeerde. Om Rome beter te kunnen beschermen tegen vijandelijke aanvallen wilde hij de westelijke Tiberoever en de heuvel Janiculum bij de stad voegen. Via de Pons Sublicius kon men de nieuwe wijk bereiken. De brug werd zonder gebruik te maken van metaal gebouwd. De brug werd beheerd door het college van Pontifices, waarmee de bouw en onderhoud van de brug een religieuze zaak was.

## Horatius Cocles
Een beroemde sage vertelt het verhaal over de moedige Romein Horatius Cocles. In 509 v.Chr. werd de Etrusk Tarquinius Superbus, die als laatste koning over Rome regeerde, afgezet en werd de Republiek gesticht. Volgens Livius wilde de verdreven koning de macht teruggrijpen en had daartoe een bondgenoot gevonden in zijn volksgenoot de Etruskische koning Porsenna van Clusium, het huidige Chiusi. Porsenna trok op naar Rome en bezette de Janiculum, op de westelijke Tiberoever. Zijn leger probeerde de stad in te nemen door de rivier over te steken, maar Horatius Cocles, eerst nog met hulp van Spurius Lartius en Titus Herminius, hield zo lang stand door de Etrusken in man-tegen-mangevechten te verslaan, dat de overige Romeinen de kans kregen om de brug achter hem ferro et igni (te vuur en te zwaard) te vernietigen. Toen de brug afgebroken was zwom hij in volledige wapenrusting naar de overkant, waar hij heelhuids aankwam. In een andere versie van het verhaal door Polybius verdronk hij echter tijdens de overtocht.

## Locatie
De locatie van de brug is onduidelijk, er zijn namelijk geen restanten van teruggevonden. De meest voor de hand liggende plaats is tussen het Forum Boarium (direct ten zuiden van de latere Pons Aemilius) en de voet van de Janiculum aan de overzijde van de rivier. Hier werd het bruggenhoofd op het Forum Boarium beschermd door de Republikeinse stadsmuur en was de stroming minder sterk doordat het Tibereiland er voor lag. Desondanks werd de brug tijdens de regelmatige overstromingen van de Tiber verwoest, maar iedere keer weer herbouwd. De laatste vermelding van de Pons Sublicius stamt uit de 4e eeuw n.Chr.

## Referentie
- S. Platner, A topographical dictionary of ancient Rome, London 1929. Art. Pons Sublicius
- L. Richardson, jr, A New Topographical Dictionary of Ancient Rome, Baltimore - London 1992. P.299 ISBN 0801843006